# 金浪白
金浪白（1912年—1989年），男，回族，黑龙江庆安人，中华人民共和国政治人物，曾任中共宁夏回族自治区党委常委，黑龙江省政协副主席。